# سایوز تی‌ام-۳۲
سایوز-تی‌ام-۳۲ (به روسی: Союз )(به معنای اتحاد) یک مأموریت سرنشین دار سازمان ملی فضانوردی روسیه و نخستین مأموریت اعزام گردشگر فضایی به سمت ایستگاه فضایی بین‌المللی محسوب می‌شود.

## خدمه مأموریت
| شماره | نام             | ملیت                | تعداد پرواز | نقش عملیاتی  | تصویر |
| ۱     | تالگات موسی‌بی‌اف | قزاقستان            | ۳           | فرمانده      |       |
| ۲     | یوری باتورین    | روسیه               | ۲           | مهندس پرواز  |       |
| ۳     | دنیس تیتو       | ایالات متحده آمریکا | ۱           | گردشگر فضایی |       |

## نگارخانه

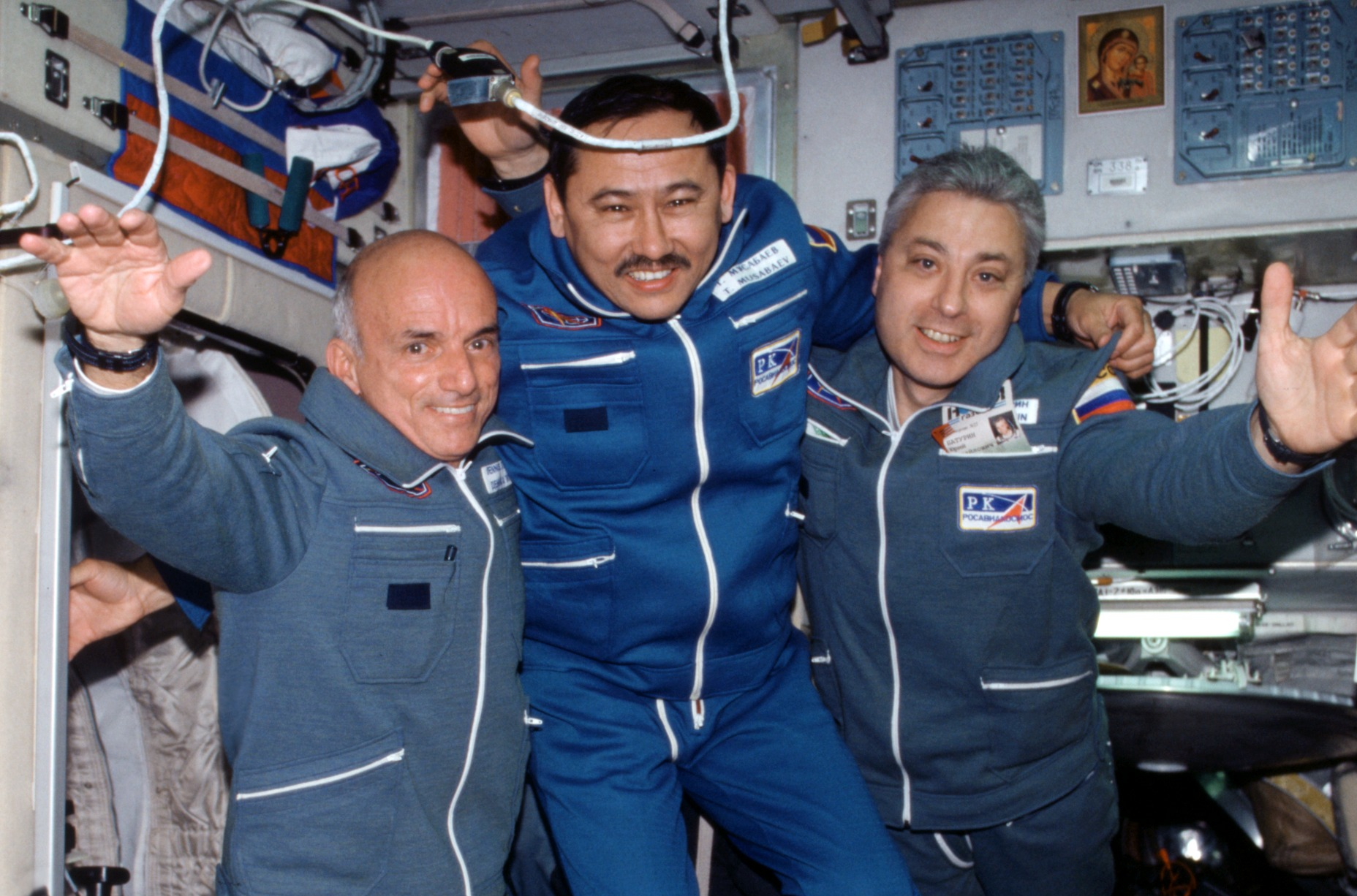
فضانوردان سایوز تی‌ام-۳۲ در داخل ایستگاه فضایی بین‌المللی
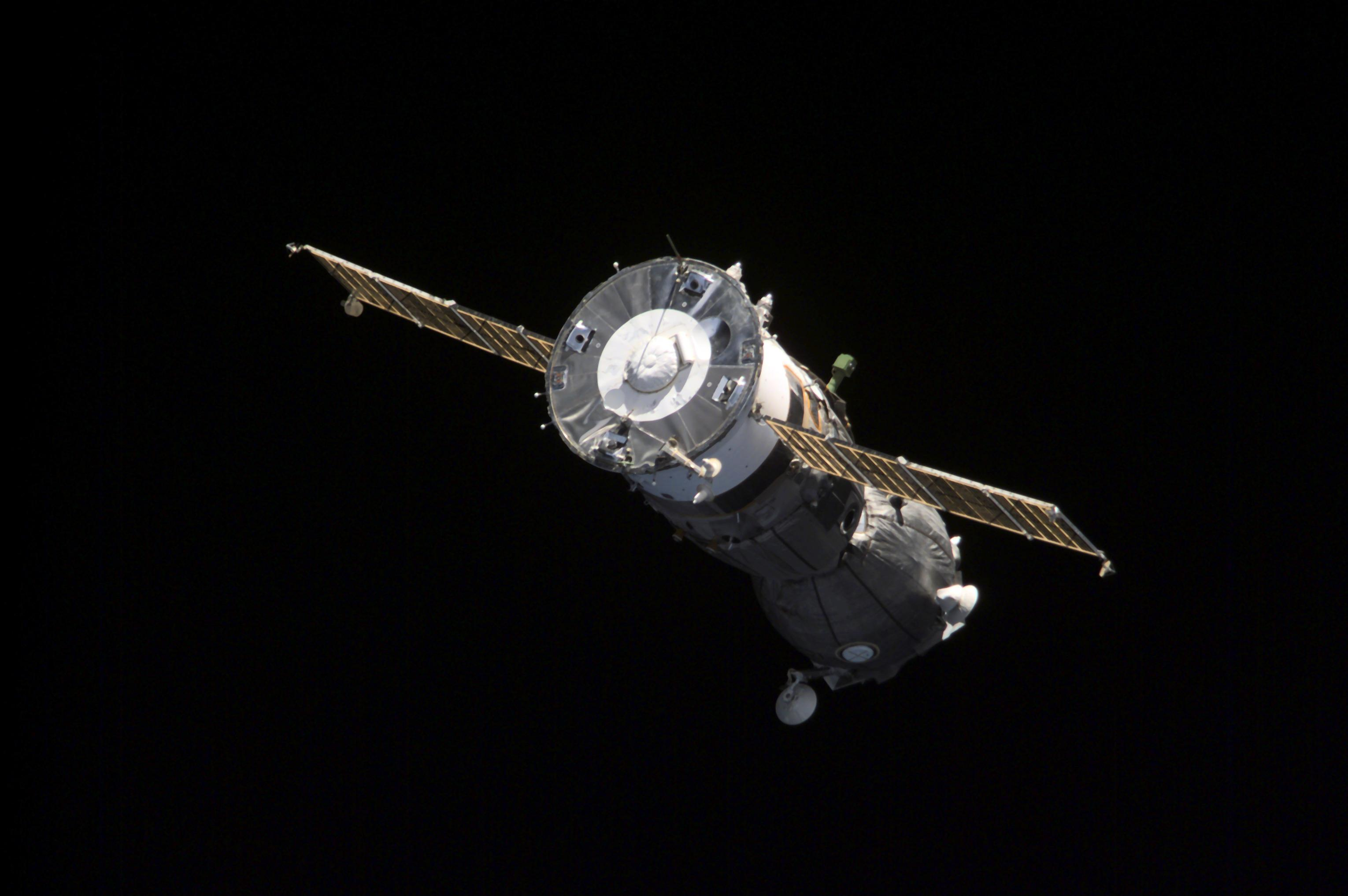
سایوز تی‌ام-۳۲ در حال ترک کردن ایستگاه